# Irminio
Az Irminio egy folyó Olaszországban, Szicília szigetének délkeleti részén. Ragusa megyében a legfontosabb a folyók közül. Hossza 55 km.
A folyó a Monte Lauro hegynél ered, mely az Iblai-hegység legmagasabb és legjelentősebb csúcsa. Keresztülfolyik Ragusa megyén északkelet–délnyugat irányban, majd beleömlik a Földközi-tengerbe Marina di Ragusa településtől 2,5 km-re keletre. Mellékágai a következő kisebb folyók: Cava Volpe, Ciaramite, Mastratto és Ragusa Ibla mellett San Leonardo és Santa Domenica patakok.

## Természeti terület
Félúton az Irminio folyásánál egy kis terület helyezkedik el, melyet Oasi Irminio-nak minősítettek sebespisztráng-állománya és a 134 hektáros Macchia Foresta del fiume Irminio természeti rezervátum miatt.

## A gát
1976. november 10-én elkezdtek építeni egy gátat a folyó mentén, a Ragusa és Giarratana települések között elhelyezkedő területen. Az építményt, melynek magassága 57,10 méter, 1983-ban fejezték be és ezzel létrejött a Santa Rosalia-tó. A mesterséges tavat eredetileg mezőgazdasági öntözés céljából építették, de jelenleg szabadidős horgászatra is használják.

## Fordítás
- Ez a szócikk részben vagy egészben  az   Irminio című angol Wikipédia-szócikk fordításán alapul.  Az eredeti cikk szerkesztőit annak laptörténete sorolja fel. Ez a jelzés csupán a megfogalmazás eredetét és a szerzői jogokat jelzi, nem szolgál a cikkben szereplő információk forrásmegjelöléseként.

## Külső hivatkozások
- Irminio – Fiumi.com (olaszul)